# Saurolophini
Tribu
Genres de rang inférieur
- † Augustynolophus Prieto-Márquez (d) et al.[1], 2015
- † Bonapartesaurus Cruzado-Caballero (d) & Powell (d)[2], 2017
- † Prosaurolophus Brown[3], 1916
- † Saurolophus Brown, 1912
- † Kerberosaurus Bolotsky (d) et Godefroit, 2004
- † Kundurosaurus synonyme de Kerberosaurus

Les Saurolophini sont une tribu éteinte de dinosaures herbivores « à bec de canard »  de la famille des hadrosauridés et de la sous-famille des saurolophinés. Ses fossiles sont connus en Amérique du Nord et du Sud et en Asie dans la partie supérieure du Crétacé supérieur au Campanien et au Maastrichtien, soit il y a environ entre 83,6 et 66,0 millions d'années. Les plus anciens spécimens découverts sont américains, pouvant indiquer une migration dans le temps entre les deux régions.

## Systématique
La tribu des Saurolophini a été créée en 2012 par Pascal Godefroit, Yuri L. Bolotsky (d) et Pascaline Lauters (d) ou, selon d'autres sources postérieures, en 2014 par Albert Prieto-Márquez (d), Jonathan R. Wagner (d), Phil R. Bell (d) et Luis M. Chiappe.

## Définition

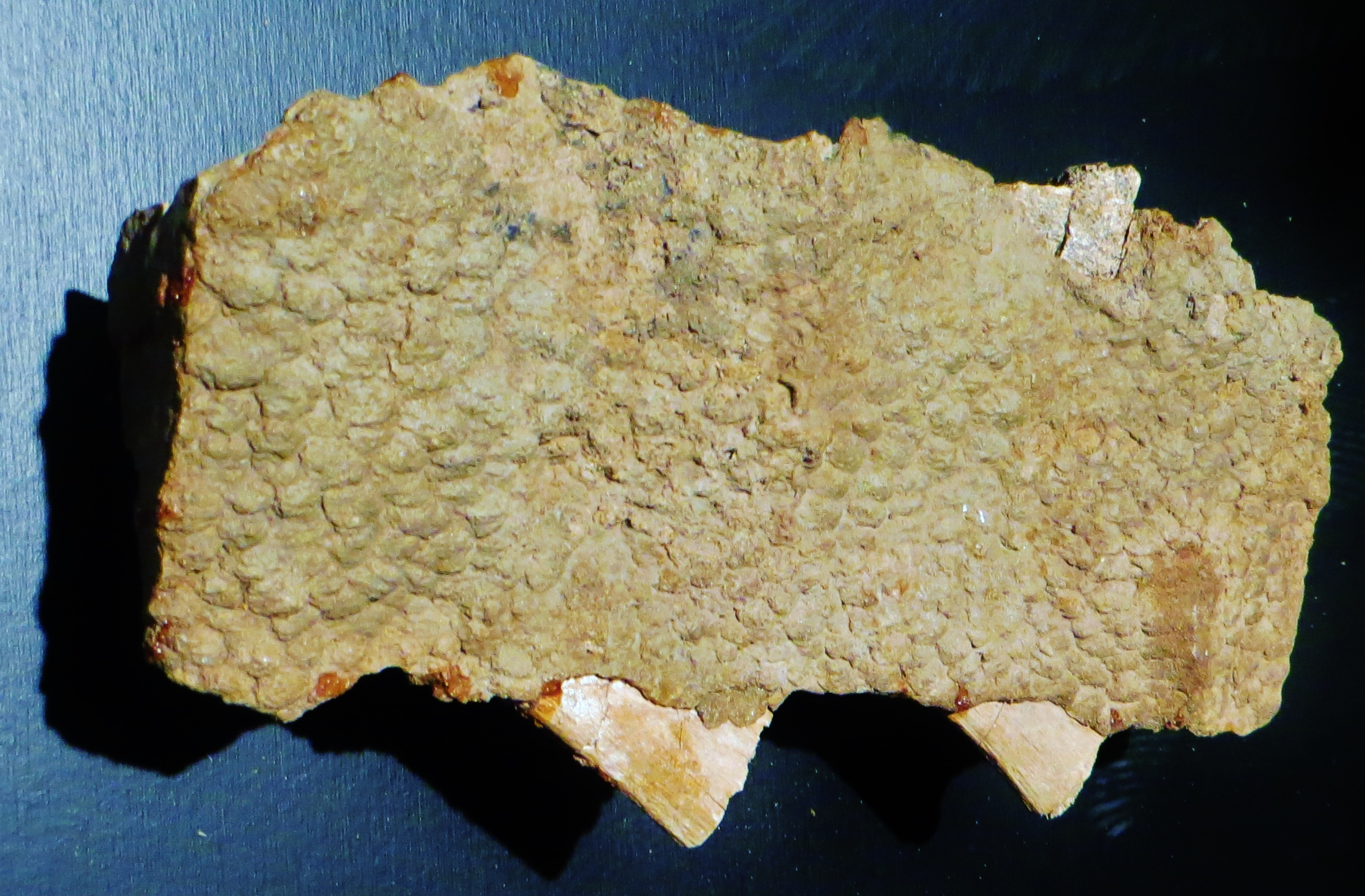
Empreinte de peau fossilisée, avec écailles, d'un Saurolophini : Saurolophus angustirostris.

Les principales synapomorphies de la tribu des Saurolophini, révisée par A. Prieto-Márquez et al. en 2015, indique un prémaxillaire avec un contour large et arqué de la région rostrolatérale, une fine marge buccale inversée et une surface occlusale plate et fortement inclinée de la batterie dentaire. C'est l'une des quatre tribus rattachées au Saurolophinae, avec les Brachylophosaurini, les Kritosaurini et les Edmontosaurini.
Le clade est défini comme incluant tous les hadrosauridés saurolophinés plus proches de Saurolophus osborni (Brown, 1912) que de Kritosaurus navajovius (Brown, 1910), Edmontosaurus regalis (Lambe, 1917), Brachylophosaurus canadensis (Sternberg, 1953), ou Lambeosaurus lambei (Parks, 1923.

## Liste des genres
- † Augustynolophus Prieto-Márquez (d) et al.[1], 2015
- † Bonapartesaurus Cruzado-Caballero (d) & Powell (d)[2], 2017
- † Prosaurolophus Brown[3], 1916
- † Saurolophus Brown, 1912, qui a donné son nom à la tribu.

Les genres russes Kerberosaurus et  Kundurosaurus d'abord classés comme des Saurolophini, sont depuis les années 2010 considérés comme des Edmontosaurini,,.
Pour Penélope Cruzado-Caballero (d) et Jaime Eduardo Powell (d) en 2017, seuls les genres Saurolophus et Bonapartesaurus appartiennent aux Saurolophini.

## Publications originales
- (en) Pascal Godefroit, Yuri L. Bolotsky et Pascaline Lauters, « A new saurolophine dinosaur from the latest cretaceous of far Eastern Russia », PLOS One, PLoS, vol. 7, no 5,‎ 2012 et 30 mai 2012, e36849 (ISSN 1932-6203, OCLC 228234657, PMID 22666331, PMCID 3364265, DOI 10.1371/JOURNAL.PONE.0036849, lire en ligne).
- (en) Albert Prieto-Márquez, Jonathan R. Wagner, Phil R. Bell et Luis M. Chiappe, « The late-surviving ‘duck-billed’ dinosaur Augustynolophus from the upper Maastrichtian of western North America and crest evolution in Saurolophini », Geological Magazine, Londres, Cambridge University Press, vol. 152, no 02,‎ 9 juillet 2014, p. 225-241 (ISSN 0016-7568 et 1469-5081, OCLC 2139602, DOI 10.1017/S0016756814000284, lire en ligne).